# Groaíras
Groaíras là một đô thị thuộc bang Ceará, Brasil. Đô thị này có diện tích 155,963 km², dân số năm 2007 là 9431 người, mật độ 60,47 người/km².